# Allotropa virgata
Pour les articles homonymes, voir Allotropa.
Allotrope rayé
Genre
Espèce
Classification APG III (2009)
Allotropa virgata, l'Allotrope rayé, est une espèce de plante à fleurs de la famille des Éricacées. Présente dans les anciennes forêts humides de la côte pacifique nord-américaine, cette espèce non chlorophyllienne se nourrit uniquement grâce à sa relation avec le réseau mycélien de champignons qui lui fournissent la sève élaborée des arbres avec qui ils sont en association. Il s'agit de l'unique espèce du genre Allotropa. 

## Taxonomie
Allotropa virgata est décrite en 1858 sous ce basionyme par le botaniste américain John Torrey et son disciple et compatriote Asa Gray. Le premier exemplaire est récolté dans la chaîne des Cascades en Oregon par le Dr. Charles Pickering durant l'expédition Wilkes. Mais à la vue de son mauvais état au milieu du XIXe siècle, c'est à partir des récoltes de M. Bolander provenant du Comté de Mendocino en Californie que se base la description de l'espèce.

### Publication originale
- (en) Asa Gray, « Characters of New Plants of California and Elsewhere principally of those collected by H. N. Bolander in the State Geological Survey », Proceedings of the American Academy of Arts and Sciences, vol. 7,‎ 1867, p. 368 (lire en ligne)

### Étymologie
Étymologiquement, Allotropa provient du grec ancien ἄλλος, allos (« autre ») et τρόπος, tropos (« tourner » ou « changement »). Cela  fait référence à la façon dont les fleurs sont tournées vers le haut lorsqu'elles sont jeunes et vers le bas lorsqu'elles vieillissent. Quant à l'épithète spécifique virgata, elle signifie en latin « verge », ce qui est une façon de rappeler le caractère élancé de la plante. 

### Noms vernaculaires
En français, ce taxon porte le nom vulgarisé et normalisé « Allotrope rayé ». En anglais, il est dénommé Sugarstick (« bâton de sucre »), en raison des longues bandes rouges et blanches qui ornent la tige et rappellent les sucres d'orges traditionnels,.

## Description

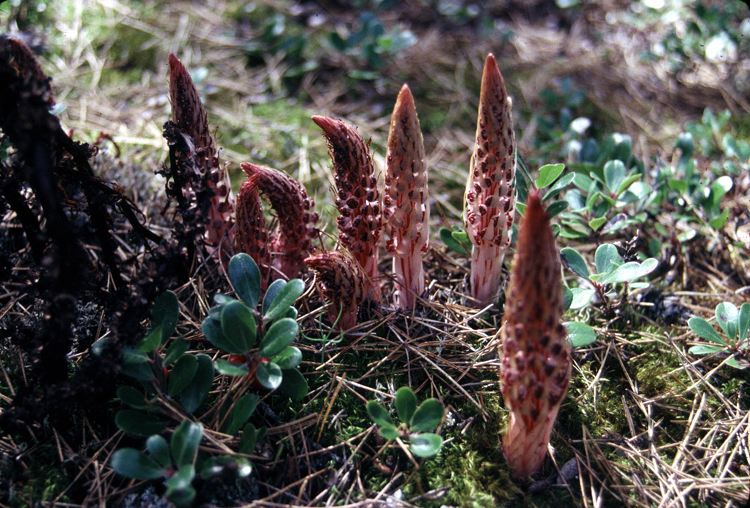
Jeunes pousses d’Allotropa virgata.

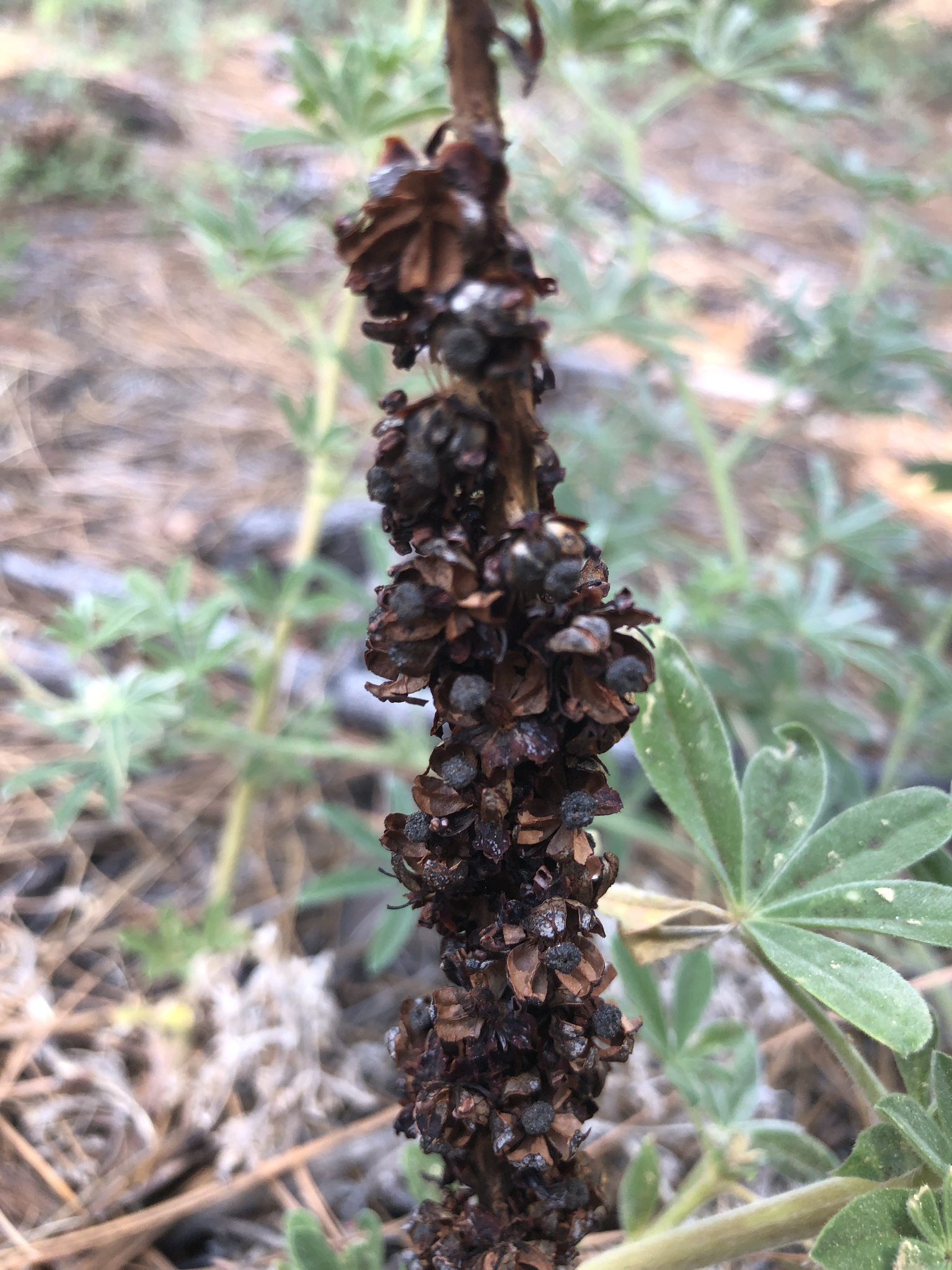
Allotropa virgata en fructification dans le Parc d'État d'Emerald Bay.

Allotropa virgata est une herbacée non chlorophyllienne aux rhizomes portant des bourgeons adventifs printaniers qui donnent naissance à des hampes florales dressées de 15 à 50 cm et de 0,5 à 1 cm de diamètre. Charnues et fibreuses, elles sont de couleur blanche avec des bandes verticales rouges à brunes. Ses feuilles sont particulièrement réduites et ressemblent à des écailles,. 
L'inflorescence est disposée en racème. Les fleurs, radialement symétriques et dressées à étalées, sont dépourvues de pétales mais possèdent cinq sépales glabres de couleur blanche, rose ou brune. Chacune d'entre elles comporte 10 étamines, 5 pistils et un style droit et robuste,
Le fruit est une capsule érigée et déhiscente contenant plus de 100 graines fusiformes, le plus souvent étroitement ailées, longtemps dispersées par la hampe florale sèche et persistante.

## Confusions possibles
Allotropa virgata peut être confondue avec d'autres espèces achlorophylle comme le genre Corallorhiza avec Corallorhiza mertensiana qui ont des fleurs de forme irrégulière et Pterospora andromedea qui présente des pétales orientés vers le bas portés par des pédicelles. 

## Biologie
Bien qu'elle soit souvent qualifiée de saprophyte, c'est-à-dire une plante qui se nourrit de matières organiques mortes, Allotropa virgata vit en symbiose avec le mycélium de certains champignons, par l'intermédiaire duquel elle exploite les produits de la photosynthèse des arbres associés aux champignons. Les graines ayant des réserves nutrives très réduites, voire totalement absentes, cette association mycorhizienne s'établit dès la germination, voire avant.
Les arbres hôtes qui diffèrent selon le biotope et l'altitude sont le Sapin de Douglas, la Pruche de l'Ouest, le Sapin géant, le Sapin gracieux, le Pin tordu, le Sapin rouge et le Chêne à tan.
Les champignons observés en association avec les racines de l'Allotrope rayé  sont Tricholoma magnivelare (en), Rhizopogon vinicolor et Cenococcum geophilum (en). Les principales exigences pour ces champignons sont la disponibilité des arbres hôtes et un climat relativement humide.
Ses fleurs sont pollinisées par les Bourdons qui se nourrissent du nectar situé à la base de l'ovaire. Elles pourraient également s'autopolliniser. L'espèce a aussi une reproduction végétative grâce à la multiplication de ses rhizomes.

## Écologie et distribution

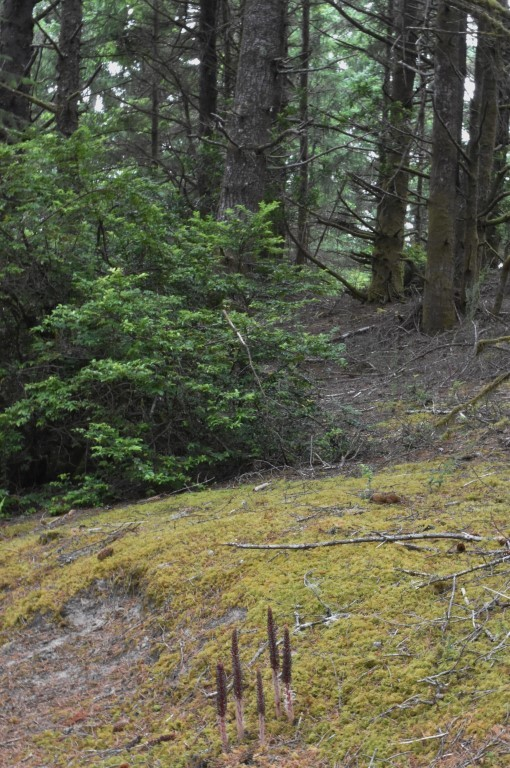
Allotropa virgata (Comté de Douglas, Oregon).

Cette espèce, qui fleurit de la fin du printemps au début de l'été, affectionne les forêts humides de conifères ou mixtes de 70 à 3 100 m d'altitude. Ce sont principalement des forêts anciennes présentant des troncs d'arbres en décomposition qui retiennent l'humidité et fournissent des minéraux et des substances organiques aux champignons,.
L'Allotrope rayé est présent sur la côte pacifique nord-américaine et plus précisément en Colombie britannique, dans l'État de Washington, l’Oregon, le Nevada, le Montana, l'Idaho et la Californie,.

## État des populations et menaces
Allotropa virgata est qualifiée de rare mais localement abondante. Sa diversité génétique semble être assez faible. 
L'exploitation forestière, les éclaircies, la cueillette des champignons par ratissage, le broutage, le surpâturage et les activités récréatives humaines sont autant de perturbations de l'humus forestier qui menacent la survie de l'espèce. À ces menaces, se rajoutent la fragmentation de ses habitats, les activités générales de gestion forestière telles que la construction de routes, les rotations et la suppression des incendies, le nettoyage des débris ligneux en décomposition et la concurrence des mauvaises herbes nuisibles.